# Kavus Torabi
Kavus Torabi (in persiano:  كاووس تورابى;; Teheran, 5 dicembre 1971) è un cantante, compositore, polistrumentista, conduttore radiofonico e produttore discografico iraniano naturalizzato inglese.
Torabi è uno dei membri fondatori dei gruppi Monsoon Bassoon e Knifeworld, membro dei Cardiacs dal 2003, nonché musicista dell'attuale formazione dei Gong e delle band Guapo e Utopia Strong. A volte fa tournée e registra con Mediæval Bæbes e Rob Crow.

## Discografia solista

### Album in studio
- Hip to the Jag (2020)
- The Banishing (2024)

### EP
- Solar Divination  (2018)